# Női nyolcas evezés a 2008. évi nyári olimpiai játékokon
A 2008. évi nyári olimpiai játékokon az evezés női nyolcas versenyszámát augusztus 11. és augusztus 17. között rendezték a Shunyi evezőspályán. A versenyt az amerikai hajó nyerte a holland és a román egység előtt.

## Eredmények
Az idők másodpercben értendők. A rövidítések jelentése a következő:
- QA: Az A-döntőbe jutás helyezés alapján

### Előfutamok
Két előfutamot rendeztek, három és négy résztvevővel. Az első helyezett automatikusan bejutott a döntőbe, a többiek a reményfutamba kerültek.
| Helyezés | Nemzet | Idő      | Mj       |
| 1. futam | 1. futam | 1. futam | 1. futam |
| -------- | --- | -------- | -------- |
| 1.       | Egyesült Államok (USA) · Erin Cafaro, Lindsay Schoop, Anna Goodale, Elle Logan, Anna Mickelson-Cummins, Francia Zsuzsanna, Caroline Lind, Caryn Davies, kormányos: Mary Whipple                                  | 6:06,53  | QA       |
| 2.       | Nagy-Britannia (GBR) · Clara Ashford, Beth Rodford, Louisa Reeve, Alice Freeman, Natasha Page, Jess Eddie, Katie Greves, Caroline O'Connor, kormányos: Alison Knowles                                            | 6:08,68  |          |
| 3.       | Kanada (CAN) · Heather Mandoli, Andréanne Morin, Sarah Bonikowsky, Ashley Brzozowicz, Romina Stefancic, Buffy Alexander-Williams, Darcy Marquardt, Jane Rumball, kormányos: Lesley Thopson                       | 6:12,68  |          |
| 4.       | Németország (GER) · Christina Hennings, Katrin Reinert, Nina Wengert, Nadine Schmultzer, Lenka Wech, Maren Derlien, Nicole Zimmermann, Elke Hipler, kormányos: Annina Ruppel                                     | 6:14,42  |          |
| 2. futam | |          |          |
| 1.       | Románia (ROU) · Constanța Burcică-Pipotă, Viorica Susanu, Rodica Florea-Şerban, Enikő Barabás, Simona Strimbeschi-Muşat, Ioana Papuc-Rotaru, Georgeta Damian-Andrunache, Doina Ignat, kormányos: Elena Georgescu | 6:05,77  | QA       |
| 2.       | Hollandia (NED) · Femke Dekker, Marlies Smulders, Nienke Kingma, Roline Repelaer van Driel, Annemarieke van Rumpt, Helen Tanger, Sarah Siegelaar, Annemiek de Haan, kormányos: Ester Workel                      | 6:07,41  |          |
| 3.       | Ausztrália (AUS) · Pauline Frasca, Brooke Pratley, Sally Kehoe, Natalie Bale, Elizabeth Kell, Kate Hornsey, Sarah Outhwaite-Tait, Sarah Heard, kormányos: Elizabeth Patrick                                      | 6:07,93  |          |

### Reményfutam
Egy reményfutamot rendeztek, öt résztvevővel. Az első négy helyezett bejutott a döntőbe, az ötödik egység kiesett.
| Helyezés | Nemzet | Idő     | Mj |
| -------- | --- | ------- | -- |
| 1.       | Kanada (CAN) · Heather Mandoli, Andréanne Morin, Sarah Bonikowsky, Ashley Brzozowicz, Romina Stefancic, Buffy Alexander-Williams, Darcy Marquardt, Jane Rumball, kormányos: Lesley Thopson  | 6:10,50 | QA |
| 2.       | Hollandia (NED) · Femke Dekker, Marlies Smulders, Nienke Kingma, Roline Repelaer van Driel, Annemarieke van Rumpt, Helen Tanger, Sarah Siegelaar, Annemiek de Haan, kormányos: Ester Workel | 6:11,58 | QA |
| 3.       | Nagy-Britannia (GBR) · Clara Ashford, Beth Rodford, Louisa Reeve, Alice Freeman, Natasha Page, Jess Eddie, Katie Greves, Caroline O'Connor, kormányos: Alison Knowles                       | 6:12,10 | QA |
| 4.       | Ausztrália (AUS) · Pauline Frasca, Brooke Pratley, Sally Kehoe, Natalie Bale, Elizabeth Kell, Kate Hornsey, Sarah Outhwaite-Tait, Sarah Heard, kormányos: Elizabeth Patrick                 | 6:12,52 | QA |
| 5.       | Németország (GER) · Christina Hennings, Katrin Reinert, Nina Wengert, Nadine Schmultzer, Lenka Wech, Maren Derlien, Nicole Zimmermann, Elke Hipler, kormányos: Annina Ruppel                | 6:14,45 |    |

### Döntő
A döntőt hat résztvevővel rendezték, az előfutamok első helyezettjeivel, és a reményfutam első négy helyezettjével.
| Helyezés | Nemzet | Idő     |
| -------- | --- | ------- |
| Arany    | Egyesült Államok (USA) · Erin Cafaro, Lindsay Schoop, Anna Goodale, Elle Logan, Anna Mickelson-Cummins, Francia Zsuzsanna, Caroline Lind, Caryn Davies, kormányos: Mary Whipple                                  | 6:05,34 |
| Ezüst    | Hollandia (NED) · Femke Dekker, Marlies Smulders, Nienke Kingma, Roline Repelaer van Driel, Annemarieke van Rumpt, Helen Tanger, Sarah Siegelaar, Annemiek de Haan, kormányos: Ester Workel                      | 6:07,22 |
| Bronz    | Románia (ROU) · Constanța Burcică-Pipotă, Viorica Susanu, Rodica Florea-Şerban, Enikő Barabás, Simona Strimbeschi-Muşat, Ioana Papuc-Rotaru, Georgeta Damian-Andrunache, Doina Ignat, kormányos: Elena Georgescu | 6:07,25 |
| 4.       | Kanada (CAN) · Heather Mandoli, Andréanne Morin, Sarah Bonikowsky, Ashley Brzozowicz, Romina Stefancic, Buffy Alexander-Williams, Darcy Marquardt, Jane Rumball, kormányos: Lesley Thopson                       | 6:08,04 |
| 5.       | Nagy-Britannia (GBR) · Clara Ashford, Beth Rodford, Louisa Reeve, Alice Freeman, Natasha Page, Jess Eddie, Katie Greves, Caroline O'Connor, kormányos: Alison Knowles                                            | 6:13,74 |
| 6.       | Ausztrália (AUS) · Pauline Frasca, Brooke Pratley, Sally Kehoe, Natalie Bale, Elizabeth Kell, Kate Hornsey, Sarah Outhwaite-Tait, Sarah Heard, kormányos: Elizabeth Patrick                                      | 6:14,22 |